# Andy Selva
Andy Selva (Rome, 25 mei 1976) is een San Marinees voormalig voetballer die als aanvaller speelde. Selva was tot 2011 - afgezien van doelman Aldo Simoncini - de enige profvoetballer van het dwergstaatje.

## Clubcarrière
Andy Selva begon zijn carrière in het seizoen 1994-1995, bij A.S. Latina in de Italiaanse 6e klasse. Hij maakte daar vijf doelpunten in 26 wedstrijden. Na dit seizoen ging het met z'n carrière bergop: eerst Civita Castellana in de Serie D, gevolgd door de Serie C2 met Fano Calcio en later FC Catanzaro. Na een tijdelijke terugkeer van één seizoen naar de Eccellenza koos hij voor een club uit zijn thuisland, namelijk San Marino Calcio. Nadien speelde hij voor diverse clubs uit de Italiaanse Serie D en C met als hoogtepunt Sassuolo Calcio waarmee hij promotie naar de Serie B afdwong. Tot 2011 speelde hij bij Hellas Verona. Daar werd zijn contract echter niet verlengd.

## Interlandcarrière
Selva kwam van 1998 tot 2016 uit voor het San Marinees voetbalelftal. Hij wist in 74 wedstrijden acht doelpunten te maken. Hij maakte zijn debuut op 10 oktober 1998 in de EK-kwalificatiewedstrijd tegen Israël (0-5), samen met Mauro Marani.